# 吉祥寺 (阿南市)
吉祥寺（きっしょうじ）は、徳島県阿南市長生町にある真言宗の寺院。本尊は聖観世音菩薩。那賀郡坂東三十三ヶ所観音霊場13番札所。
足利将軍家の流れを汲む平島公方の隠居所、香華院であったことで有名。

## 歴史
元禄年間に惠林寂照が中興した。当時は吉祥庵と称していたが、昭和22年に現寺号に改めた。平島公方一族の信勝が2代目を継ぎ、その母と共に住んだ。宝暦13年（1763年）に京都仁和寺の末寺となる。
山門は平島公方の屋敷（平島館）の花垣門を移築したものである。その他、足利義根筆の額、足利義稙から平島公方8代義宜夫妻まで19人の戒名が一枚板に刻まれた「日牌」などがある。
この裏山である西方山が、慶長13年（1608年）から、足利義根が京都に退去するまで平島公方家の所領であった。

## 交通
- JR牟岐線「阿南駅」より徒歩で約1分。